# Patalom
Patalom là một thị trấn thuộc hạt Somogy, Hungary. Thị trấn này có diện tích 6,68 km², dân số năm 2010 là 352 người, mật độ 53 người/km².